# 赖恩费尔德
荷尔斯泰因地区赖恩费尔德（德語：Reinfeld (Holstein)），通称赖恩费尔德，是德国石勒苏益格－荷尔斯泰因州的一个市镇。总面积17.36平方公里，总人口8553人，其中男性4208人，女性4345人（2011年12月31日），人口密度493人/平方公里。

## 友好城市
- 法國 圣普里韦-圣梅曼